# Корупційний скандал в італійському футболі (1980)
Корупційний скандал в італійському футболі 1980 року, відомий як Тотонеро-1980 (італ. Totonero 1980) — перший в історії італійського футболу великий скандал, пов'язаний з договірними матчами.
23 березня 1980 року податкова поліція в Римі дізналася від двох продавців, Альваро Трінки і Массімо Кручиані, що деякі італійські футболісти здають матчі в обмін на великі грошові винагороди і навіть грають на тоталізаторах. В результаті розслідування з'ясувалося, що до організації договірних матчів були причетні клуби «Мілан», «Лаціо», «Перуджа», «Болонья», «Авелліно» (клуби з Серії A), «Таранто» і «Палермо» (клуби з Серії B).

## Покарання

### Клубам
- Мілан (Серія A) — відправлений в Серію B[1]
- Лаціо (Серія A) — оштрафоване на 10 мільйонів італійських лір, після апеляції відправлений в Серію B[1]
- Авелліно (Серія A) — оштрафоване на 5 очок в сезоні 1980/1981
- Болонья (Серія A) — оштрафована на 5 очок в сезоні 1980/1981
- Перуджа (Серія A) — оштрафована на 5 очок в сезоні 1980/1981
- Палермо (Серія B) — виправдане, після апеляції оштрафоване на 5 очок в сезоні 1980/1981
- Таранто (Серія B) — виправдане, після апеляції оштрафоване на 5 очок в сезоні 1980/1981

### Фізичним особам
Функціонери:
- Феліче Коломбо, президент «Мілана» — довічно дискваліфікований
- Томмазо Фабретті, президент «Мілана» — дискваліфікований на 1 рік

Гравці:
- Стефано Пеллегріні («Авелліно») — дискваліфікований на 6 років
- Массімо Каччіаторі («Лаціо») — дискваліфікований довічно, після апеляції термін скорочений до 5 років
- Енріко Альбертозі («Мілан») — дискваліфікований довічно, після апеляції термін скорочено до 4 років
- Бруно Джордано («Лаціо») — дискваліфікований на 1 рік і 6 місяців, після апеляції термін посилений до 3 років і 6 місяців
- Ліонелло Манфредонія («Лаціо») — дискваліфікований на 1 рік і 6 місяців, після апеляції термін посилений до 3 років і 6 місяців
- Карло Петріні («Болонья») — дискваліфікований на 3 роки і 6 місяців
- Магідо Магеріні («Палермо») — дискваліфікований на 1 рік і 6 місяців, після апеляції термін посилений до 3 років і 6 місяців
- Джузеппе Савольді («Болонья») — дискваліфікований на 3 роки і 6 місяців
- Ліонелло Массімеллі («Таранто») — дискваліфікований на 1 рік, після апеляції термін посилений до 3 років
- Лучіано Цеккіні («Перуджа») — дискваліфікований на 3 роки
- Джузеппе Вілсон («Лаціо») — дискваліфікований довічно, після апеляції термін скорочено до 3 років
- Паоло Россі («Перуджа») — дискваліфікований на 3 роки, після апеляції термін скорочено до 2 років[2]
- Франко Кордова («Авелліно») — дискваліфікований на 1 рік і 2 місяці
- Клаудіо Мерло («Лечче») — дискваліфікований на 1 рік і 6 місяців, після апеляції термін скорочений до 1 року
- Джорджо Моріні («Мілан») — дискваліфікований на 1 рік
- Стефано Кьоді («Мілан») — дискваліфікований на 6 місяців
- П'єрджорджо Негрісоло («Пескара») — дискваліфікований на 1 рік, після апеляції термін скорочено до 5 місяців
- Мауріціо Монтезі («Лаціо») — дискваліфікований на 4 місяці
- Франко Коломба («Болонья») — дискваліфікований на 3 місяці
- Оскар Даміані («Наполі») — дискваліфікований на 4 місяці, після апеляції термін скорочено до 3 місяців